# Naomi Watts
Naomi Ellen Watts (Shoreham (Kent), 28 september 1968) is een Brits actrice. Ze werd in zowel 2004, voor haar hoofdrol in 21 Grams, als 2013, voor die in The Impossible, genomineerd voor een Oscar. Meer dan veertig andere acteerprijzen werden haar daadwerkelijk toegekend, waaronder  Saturn Awards voor The Ring en King Kong, een Independent Spirit Award en de publieksprijs van het Filmfestival van Venetië 2003,  allebei voor 21 Grams, en een National Board of Review Award voor Mulholland Dr.

## Biografie
Watts werd geboren in het Engelse Shoreham, waar ze haar eerste levensjaren doorbracht. Haar vader was roadie voor Pink Floyd. Ze verhuisde naar Wales na diens vroege dood. Na een reis naar Australië toog haar moeder met haar naar Sydney in 1982. Hier kreeg Naomi Watts haar Australische nationaliteit.
Watts was verloofd met acteur Liev Schreiber maar hun relatie werd na 11 jaar beëindigd. Samen kregen ze in 2007 en in 2008 een zoon.